# Хосе Рівейро
Хосе Рівейро (ісп. José Riveiro, нар. 15 вересня 1975, Віго) — іспанський футбольний тренер. З 2025 року очолює тренерський штаб команди «Аль-Аглі». Як тренер — чемпіон Єгипту.

## Кар'єра тренера
Хосе Рівейро не грав у футбол на професійному рівні, і в 1998 році розпочав тренерську кар'єру в командах регіональних ліг Іспанії. У 2011 році Рівейро увійшов до тренерського штабу юнацької команди клубу «Сельта Віго», де пропрацював з 2011 по 2014 рік. У 2014 році іспанський фахівець увійшов до тренерського штабу фінського клубу «Гонка». На початку 2015 року Рівейро став асистентом головного тренера іншого фінського клубу «ПК-35 Вантаа», а в 2016—2018 роках входив до тренерського штабу фінського клубу «ГІК».
У 2019 році іспанський тренер уперше в своїй кар'єрі самостійно очолив клуб — фінську команду «Інтер» (Турку), в якій працював до кінця 2021 року. На початку 2022 року Рівейро очолив південноафриканський клуб «Орландо Пайретс», з яким двічі вигравав Кубок ПАР. На початку 2025 року Хосе Рівейро очолив єгипетський клуб «Аль-Аглі», з яким відразу виграв чемпіонат Єгипту.

## Титули і досягнення

### Як тренера
- Чемпіон Єгипту (1):

«Аль-Аглі»: 2024—2025